# Cheems
Balltze, còn được biết đến với tên gọi Ball Ball, là một chú chó Shiba Inu đến từ Hồng Kông. Balltze được biết đến như là chủ đề ở nhiều meme nơi cậu có biệt danh là Cheems.

## Tiểu sử
Balltze sinh ngày 9 tháng 1 năm 2011. Cậu đã được nhận nuôi lúc một tuổi bởi một người di cư, nhà thiết kế thời trang Kathy đến từ Cửu Long. Em trai của Kathy đã đặt tên cậu là Balltze dựa trên một loại đồ uống Nhật Bản gọi là Ramune, trong đó một viên bi bên trong chai được nhấn xuống để cho nước chảy ra. Chủ của cậu gọi cậu là Ball Ball.
Vào tháng 5 năm 2022, Balltze được chẩn đoán mắc bệnh viêm tụy. Cậu đã phục hồi vào tháng 6. Vào tháng 5 năm 2023, chủ của cậu thông tin rằng cậu gặp vấn đề về hô hấp nghiêm trọng. Cậu mắc bệnh ung thư và đang trải qua quá trình thực hiện chọc dịch màng phổi trước khi qua đời vào ngày 18 tháng 8 năm 2023 ở tuổi 12. Trong một cuộc phỏng vấn vào năm 2020 với trang Know Your Meme, Kathy nói rằng Balltze muốn di ngôn mình để lại là "Meme là phù du, [bằng hữu meme Shiba Inu] Doge là vĩnh cửu. Hãy nhớ tôi là 'Balltze', không phải 'Cheems' hay 'cheemsburger', tôi chỉ là Balltze".

## Meme
Balltze xuất hiện với tư cách nhân vật meme Internet Cheems, tên này xuất phát từ sự yêu thích của cậu đối với "cheemsburgers" [sic]. Nhân vật này thêm chữ "m" vào các từ khi cậu nói. Meme này được đăng lần đầu trên subreddit r/dogelore trên Reddit vào tháng 6 năm 2019. Hình ảnh được sử dụng cho meme ban đầu đã được tải lên tài khoản Instagram của Balltze vào năm 2017, cho thấy cậu đang ngồi trên sàn nhà.
Cheems cũng xuất hiện trong meme "Swole Doge vs Cheems", trong đó phiên bản cơ bắp của Doge đại diện cho điều gì đó được xem là tốt hơn trong quá khứ và Cheems đại diện cho trạng thái hiện tại kém hơn của nó. Meme này trở nên phổ biến vào giữa năm 2020, trong thời kỳ đại dịch COVID-19. Trong một định dạng meme khác, Godzilla và King Kong đại diện cho hai phe đối đầu với nhau, trong khi Cheems với gậy bóng chày là phe thứ ba chiến thắng, đuổi hai phe còn lại đi.
Năm 2020, một meme khác lưu hành, trong đó Cheems đánh một chú chó khác bằng cây gậy bóng chày, tạo ra tiếng "bonk", trong khi cậu nói "go to horny jail" ("đi vào nhà giam"); meme này được đăng để đáp trả các tin nhắn khiêu gợi tình dục. Nhà báo Caleb Quinley của The Guardian đã chú ý đến hình ảnh này trong các cuộc biểu tình chống đảo chính tại Myanmar năm 2021.
Cheems xuất hiện ở nhiều meme khác trong tiếng Tây Ban Nha, bao gồm việc nói "no puede ser" ("Nó là không thể") và "me da amsiedad" ("Nó làm tôi lo lmắng" [sic]). Năm 2021, đài phát thanh công cộng của Tây Ban Nha RTVE viết rằng "Rõ ràng rằng một meme có giá trị hơn nghìn từ và Cheems với Doge hiện nay là một phần của văn hóa phổ biến trên Internet, liên tục sáng tạo lại chính mình để làm rực rỡ ngày tháng của chúng ta hoặc đặt chúng ta vào vị trí của mình". Meme Cheems ưa thích của chủ nhân Balltze, Kathy, là một phiên bản bằng tiếng Tây Ban Nha, trong đó cậu tắm và nói "Bạn có thể tiếp tục lướt xuống không? Chỉ là tôi đang tmắm [sic]".
Ban đầu, Kathy không hiểu những meme Cheems vì tính chất kỳ quặc của chúng. Sau này, cô đã ký kết hợp đồng với một công ty quản lý và một công ty đồ chơi Mỹ, cũng như sản xuất áo thun mang lại lợi ích cho các tổ chức từ thiện địa phương.
Cheems đã truyền cảm hứng cho các loại tiền kỹ thuật số như Cheems Inu và Cheemscoin. Parth Dubey của International Business Times viết rằng chúng là một phần của "một loạt các đồng tiền có chủ đề về chó" cạnh tranh với tiền kỹ thuật số Dogecoin và Shiba Inu.